# Wikinger-Schule
Wikinger-Schule (Originaltitel Vikingskool) ist eine irisch-französische Zeichentrickserie, die von Cartoon Saloon und Samka Productions umgesetzt wurde. In Frankreich fand die Premiere der Serie am 6. Mai 2022 auf dem französischen Streamingdienst france.tv via Okoo statt. Im deutschsprachigen Raum erfolgte die Erstausstrahlung der Serie am 5. September 2022 durch den Disney Channel.

## Handlung
Die Wikinger-Schule bildet die Besten der Besten zu zukünftigen Anführern aus. Die Teenager Ylva, Erik und Arni haben als Außenseiter eher kleine Chancen, große Wikinger zu werden. Doch ihre Freundschaft macht sie stärker und sie stellen sich gemeinsam jeder noch so verrückten Aufgabe. Die drei Helden zeigen euch, dass es bei großen Wikingern nicht nur um Muskeln geht und wie es in der wahren Seele eines Wikingers aussieht.

## Produktion
| Figur          | Originalsprecher | Deutscher Sprecher       |
| -------------- | ---------------- | ------------------------ |
| Ylva           | Gina Burke       | Luisa Wietzorek          |
| Erik Gabelbart |                  | Tim Kreuer               |
| Arni           |                  | Tobias Diakow            |
| Urk            |                  | Stefan Weißenburger      |
| Herr Hammerson |                  | Tilo Schmitz             |
| Frau Listholm  |                  | Manja Doering            |
| Eira           |                  | Claudia Urbschat-Mingues |
| Garrick        |                  | Harald Effenberg         |
| Kesselmann     |                  | Tim Grobe                |

Für die Umsetzung der Serie zeichneten das irische Studio Cartoon Saloon und das in Paris ansässige Studio Samka Productions verantwortlich. Die Serie wurde durch Fördermittel der Programme Screen Ireland, CNC und Creative Europe sowie durch die Produktionspartner Disney EMEA, RTÉ, France Télévisions, RTS, SVT und NRK finanziert. Der weltweite Vertrieb der Serie erfolgt durch das britische Unternehmen Jetpack Distribution, ausgenommen davon ist Frankreich. Erdacht wurde die Serie von Gisle Normann Melhus und Frederick Howard. Die Drehbücher wurden von Peter Saisselin, Ciaran Murtagh und Andrew Barnett Jones verfasst. Regie führte Céline Gobinet. Die musikalische Bearbeitung erfolgte durch Benjamin Nakache und Mathieu Rosenzweig.
Die deutschsprachige Synchronisation entstand nach den Dialogbüchern von Yannik Raiss, Tim Kreuer und Marco Rosenberg sowie unter der Dialogregie von Yannik Raiss durch die Synchronfirma Iyuno-SDI Group Germany in Berlin.

## Episodenliste
| Nr. | Deutscher Titel       | Originaltitel                                                | Erstveröffentlichung (Frankreich) | Deutschsprachige Erstausstrahlung (D/A/CH) |
| --- | --------------------- | ------------------------------------------------------------ | --------------------------------- | ------------------------------------------ |
| 1 | Angebot und Nachfrage | Supply and DemandL’Offre et la Demande                       | 6. Mai 2022                       | 5. Sep. 2022                               |
| Arnis Platz an der Wikingerschule ist gefährdet, nachdem Herr Hammerson furchterregende Bewährungsproben ankündigt. Er nutzt seine künstlerischen Fähigkeiten, um Hammerson mit einer gefälschten Nachricht zur Verteidigung seines Heimatdorfes gegen einen imaginären Angriff zu entsenden. Arnis Versuche, Hammerson aus dem Weg zu räumen, gehen jedoch nach hinten los, als die Schulleiterin Eira eine Vertretung einsetzt – die sanftmütige, aber absolut skrupellose Frau Listholm. |                       |                                                              |                                   |                                            |
| 2 | Schlechtwetterfreunde | Foul Weather FriendsAmis de tempête                          | 6. Mai 2022                       | 6. Sep. 2022                               |
| Verärgert über die hochmütige Rachilda, fordert Ylva sie heraus. Hammerson macht daraus ein Shortboat-Rennen, um die sturmumtoste Insel Sommerskys. Doch in ihrem Siegeswillen vergisst Ylva eines: Als Kapitänin muss man auch auf seine Mannschaft hören. Der seekranke Erik ist sicher keine große Hilfe, aber Arni, ein Fischersohn, meint, er könne helfen! Ylva besteht auf einer verhängnisvollen Abkürzung durch den Sturm und das Trio erleidet Schiffbruch auf der Insel, wo sie feststellen, dass der endlose Sturm von zwei unermüdlich kämpfenden Sturm-Urgewalten verursacht wird.                 |                       |                                                              |                                   |                                            |
| 3 | Der Schatz vom Himmel | Treasure from the SkyTrésor du ciel                          | 6. Mai 2022                       | 7. Sep. 2022                               |
| Als ein herabgefallener Meteorit Eriks Schwert zum Leuchten bringt, ist er sicher, dass er damit seine Kräfte freisetzen kann, und bringt seine Freunde in Gefahr, als der Himmelsstein von einem Troll entführt wird. |                       |                                                              |                                   |                                            |
| 4 | Wikinger-Treibstoff   | Come Feast with MeUn banquet presque parfait                 | 6. Mai 2022                       | 8. Sep. 2022                               |
| Arni ist hocherfreut, als er für seine Kochkünste gelobt wird, aber seine gut gemeinten Ratschläge beleidigen den gefürchteten Koch Kesselmann, sodass Arni die alleinige Verantwortung für die Küche übernehmen muss, während die Schulleiterin Eira ein Bankett für einen wichtigen Gast verlangt. Arni wird die Hilfe von Erik und Ylva brauchen. Schnell entwickelt er sich in der Küche zum Tyrannen und vertreibt alle seine Freunde. In seiner Panik greift er zu einem Rezept, das unglücklicherweise alle Schüler außer Gefecht setzt.                                                                  |                       |                                                              |                                   |                                            |
| 5 | Vogelfrei             | Running WildRetour à la nature                               | 6. Mai 2022                       | 9. Sep. 2022                               |
| Ylva braucht etwas Zeit für sich und läuft in den Wald, wo sie auf Vargir trifft. Der bringt sie mit einem Trick dazu, Garricks Ziege zu entführen. Da ihr nun ein Ausschluss von der Schule droht, braucht sie die Hilfe ihrer Freunde. |                       |                                                              |                                   |                                            |
| 6 | Ziegenfieber          | Goat Flu WarriorsSus à la chevrite                           | 6. Mai 2022                       | 12. Sep. 2022                              |
| Erik behauptet, er hätte sich nicht mit der ansteckenden Ziegengrippe infiziert, die er aber in Wirklichkeit sehr wohl hat, woraufhin die ganze Schule an etwas erkrankt, das sie niesen, meckern und nach Gemüse lechzen lässt. Jemand muss das Heilmittel besorgen: den Speichel einer seltenen Albinoziege. Erik ist der Meinung, dass dies ihm zufallen sollte, aber Ylva ist die einzige noch gesunde Kriegerin. Erik schließt sich Ylva auf ihrer Suche an. Sein Blöken und Niesen löst eine kleine Lawine aus und verärgert so ein paar Eistrolle, die Eriks Spur bis zur Wikingerschule zurückverfolgen! |                       |                                                              |                                   |                                            |
| 7 | Die Gruft der Schreie | Vault of ScreamsLa Chambre des cris                          | 6. Mai 2022                       | 13. Sep. 2022                              |
| Als gruselige Schreie ihn nachts wachhalten, führt Arni seine Freunde auf einen mitternächtlichen Ausflug in den Keller – wo sie feststellen, dass manche Türen besser verschlossen bleiben sollten. |                       |                                                              |                                   |                                            |
| 8 | Die Besten der Besten | The Best of the BestLa Meilleure des meilleurs               | 6. Mai 2022                       | 14. Sep. 2022                              |
| Bei einer Veranstaltung zum Karrieretag, bei der den Schülern gezeigt werden soll, welche Berufe sie anstreben könnten, wird Ylva von Turid inspiriert und beschließt, eine Walküre zu werden – die Beste der Besten. Eira und Turid bezweifeln, dass Ylva die richtigen Qualitäten hat, also versucht Ylva, sich zu beweisen, indem sie auf einem fliegenden Pferd reitet. Leider verliert Turids Pferd dabei ein Hufeisen und landet flugunfähig in der Wildnis. Ylva bringt Erik und Arni in Teufels Küche, indem sie beide zwingt, für sie zu lügen.                                                         |                       |                                                              |                                   |                                            |
| 9 | Das Verräterspiel     | Traitor's GameLe Jeu du traitre                              | 6. Mai 2022                       | 15. Sep. 2022                              |
| Als ein Streit zwischen dem Trio und Rachhilda die Vorbereitungen für die Ankunft des königlichen Gefolges an der Wikingerschule stört, verhängt Frau Listholm eine ungewöhnliche Strafe: Die vier Schüler müssen gemeinsam den Spytteskal, den wertvollsten Besitz der Schule, über Nacht bewachen. Jeder muss einen Stein aus der Schale ziehen, und derjenige, der den „Verräterstein“ erwischt, muss gegen die Gruppe arbeiten und versuchen, sie zum Scheitern zu bringen. Doch beim Spiel der Verräter kann man niemandem trauen… Es ist eine lange Nacht der Paranoia, besonders für Arni.                |                       |                                                              |                                   |                                            |
| 10 | Haustiersorgen        | Pet HatesUn histoire troll                                   | 6. Mai 2022                       | 16. Sep. 2022                              |
| Arni findet einen Steintroll und beginnt, ihn zu studieren. Dieser schmuggelt sich heimlich in die Schule ein, doch Arni und seine Freunde machen sich daran, ihn wieder loszuwerden. Letztendlich wird das Trio von den Eltern des Trolls gefangen genommen! |                       |                                                              |                                   |                                            |
| 11 | Schulfrei             | Skool's OutSortie scolaire                                   | 6. Mai 2022                       | 19. Sep. 2022                              |
| Die Schüler wachen auf und stellen fest, dass alle Lehrer verschwunden sind. Was ist mit ihnen passiert? Dafür dürfen sie den ganzen Tag feiern! Dann kommt Urk mit einer Warnung über… die Bestie! |                       |                                                              |                                   |                                            |
| 12 | Die Augen des Loki    | The Eyes of LokiLes Yeux de Loki                             | 6. Mai 2022                       | 20. Sep. 2022                              |
| Erik hat schon genug Pech gehabt, und als er eine magische Münze findet, die ihm das Glück von Loki verleiht, greift er gierig zu. Der Gott Loki ist jedoch ein Betrüger, und alle Münzen haben zwei Seiten. |                       |                                                              |                                   |                                            |
| 13 | Das Rübenfest         | All Hail the Turnip QueenNous te saluons, ô reine des navets | 6. Mai 2022                       | 21. Sep. 2022                              |
| Es ist Rübentag und alle in der Schule sind aufgeregt, außer Ylva. Aber wenn sie eine Walküre werden will, muss sie in Festtagsstimmung kommen und den Rübenköniginnen-Wettbewerb gewinnen! |                       |                                                              |                                   |                                            |
| 14 | Lebende Legenden      | The Living LegendsLes Légendes vivantes                      | 23. Juni 2022                     | 22. Sep. 2022                              |
| Erik will einem Schülergeheimbund beitreten. Die Mutproben, die nötig sind, um in der Gruppe zu bleiben, werden immer gefährlicher und seine Freunde versuchen, ihn darauf hinzuweisen, dass er sich wie ein Idiot verhält. |                       |                                                              |                                   |                                            |
| 15 | —                     | The War CryLe Cri de guerre                                  | 23. Juni 2022                     | —                                          |
| 16 | —                     | A Bold ImpostureUne imposture balèze                         | 23. Juni 2022                     | —                                          |
| 17 | —                     | Hair HuntingChasse au poil                                   | 23. Juni 2022                     | —                                          |
| 18 | —                     | Solstice                                                     | 23. Juni 2022                     | —                                          |
| 19 | —                     | The Axe of MagnhildLa Hache de Magnhild                      | 1. Sep. 2022                      | —                                          |
| 20 | —                     | The Light of TorreLa Lumière de Torre                        | 1. Sep. 2022                      | —                                          |
| 21 | —                     | The Iron CabbageLe Chou de fer                               | 1. Sep. 2022                      | —                                          |
| 22 | —                     | In the Spider's WebDans la toile de l’araignée               | 1. Sep. 2022                      | —                                          |
| 23 | —                     | Camp Valkyrie                                                | 1. Sep. 2022                      | —                                          |
| 24 | —                     | Grandpa GoatGrand-père Chèvre                                | 1. Sep. 2022                      | —                                          |
| 25 | —                     | The Hand of LokiLa Main de Loki                              | 1. Sep. 2022                      | —                                          |
| 26 | —                     | The Time of TrialsLe Temps des épreuves                      | 1. Sep. 2022                      | —                                          |